# Anoplophora tianaca
Anoplophora tianaca là một loài bọ cánh cứng trong họ Cerambycidae.